# Altiplano de Sierra Nevada
Altiplano de Sierra Nevada (spanisch für Hochebene der Sierra Nevada) ist ein Weinbaugebiet in der andalusischen Provinz Granada im Süden Spaniens, welches sich nordöstlich des namensgebenden Gebirges, der Sierra Nevada, befindet.

## Herkunftsbezeichnung
Im spanischen System der Herkunftsbezeichnungen handelt es sich um einen Vino de la Tierra (kurz VdlT; spanisch für Landwein), was dem deutschen Landwein in etwa entspricht. Als eher niedrige Qualitätsstufe im Vergleich zur verbreiteten Denominación de Origen (kurz D.O.; spanisch für Herkunftsbezeichnung) tragen diese spanischen Weine im europäischen System den Rang einer geschützten geografischen Angabe (kurz g.g.A.; spanisch Indicación Geográfica Protegida, kurz IGP).

### Abgrenzung zum Weinbaugebiet Granada
Das Weinbaugebiet überschneidet sich mit dem größeren Weinbaugebiet Granada. Auf 28 der 52 Hektar Rebfläche, die in der Saison 2020/2021 registriert waren, darf sowohl Wein mit der Denominación de Origen Granada als auch Vino de la Tierra de Altiplano de Sierra Nevada produziert werden.
Die Hauptunterschiede bestehen in den Qualitätsanforderungen. So darf der Hektarertrag bei Weißwein aus Altiplano de Sierra Nevada 12.000 Kilogramm betragen, während es bei Weißwein mit der Herkunftsbezeichnung Granada nur 9.000 Kilogramm Hektarertrag sein dürfen.
Außerdem unterscheiden sich die zugelassenen Rebsorten, sodass in Altiplano de Sierra Nevada zum Beispiel auch Wein aus der nicht sehr hochwertig geltenden Rebsorte Airén angebaut werden darf.

### Gebiet
Das Weinbaugebiet umfasst die Gemeinden Aldeire, Alicún de Ortega, Alquife, Albuñán, Baza, Beas de Guadix, Benalúa, Benamaurel, Caniles, Castril, Castilléjar, Cogollos de Guadix, Cortes de Baza, Cortes y Graena, Cuevas del Campo, Cúllar, Darro, Dehesas de Guadix, Diezma, Dólar, Ferreira, Fonelas, Freila, Galera, Gor, Gorafe, Guadix, Huélago, Huéneja, Huéscar, Jérez del Marquesado, La Calahorra, La Peza, Lanteira, Lugros, Marchal, Orce, Polícar, Puebla de Don Fadrique, Purullena, Valle del Zalabí, Villanueva de las Torres und Zújar in der Provinz Granada.

## Weine
Insgesamt sind in Altiplano de Sierra Navada die Rebsorten Cabernet Sauvignon, Cabernet Franc, Airén, Torrontes, Tempranillo, Syrah, Sauvignon Blanco, Petit Verdot, Pardina, Palomino, Moscatel Grano Menudo, Moscatel de Alejandría, Monastrell, Merlot, Macabeo, Garnacha Tinta und Chardonnay typisch, aber auch Pedro Ximénez, Pinot Noir, Rome und Vijariego Blanco sind zugelassen.
Es dürfen die Weintypen Weißwein, Roséwein und Rotwein produziert werden. In der Saison 2020/2021 wurden allerdings zu ca. 94 Prozent Rotweine vertrieben; den kleineren Teil machten Weißweine aus.